# IC 3345
IC 3345 ist eine kompakte Galaxie vom Hubble-Typ C im Sternbild Coma Berenices am Nordsternhimmel. Sie ist schätzungsweise 1030 Millionen Lichtjahre von der Milchstraße entfernt.
Das Objekt wurde am 23. März 1903 vom deutschen Astronomen Max Wolf entdeckt.